# The Catch of the Season (film 1914 Myers)
The Catch of the Season è un cortometraggio muto del 1914 diretto da Harry Myers.

## Produzione
Il film fu prodotto dalla Lubin Manufacturing Company.

## Distribuzione
Distribuito dalla General Film Company, il film - un cortometraggio in una bobina - uscì nelle sale cinematografiche USA il 3 febbraio 1914.